# José Gil (Komponist)
José Gil (* 1886 in Spanien; † 1947 in Buenos Aires) war ein argentinischer Komponist und Musikpädagoge.
Gil kam 1889 im Alter von drei Jahren nach Argentinien. Er studierte dort Musik bei Alberto Williams und wurde Professor für Kontrapunkt am Conservatorio Nacional de Música y Arte Escénico in Buenos Aires. Hier studierten unter anderem Roberto García Morillo und Alberto Ginastera bei ihm. Seit 1932 gehörte er außerdem zur Leitung des Teatro Colón. Unter anderem komponierte Gil die offizielle Hymne des Congreso Eucarístico Internacional 1934 in Buenos Aires und Danzas argentinas.
Für seine Kompositionen wurde Gil vom Instituto Mitre, der Stadt Buenos Aires und der Asociación Wagneriana ausgezeichnet.

## Quelle
- Inmigracion a la Argentina (1850-1950): Maestros y Profesores

| Personendaten    | Personendaten                              |
| ---------------- | ------------------------------------------ |
| NAME             | Gil, José                                  |
| KURZBESCHREIBUNG | argentinischer Komponist und Musikpädagoge |
| GEBURTSDATUM     | 1886                                       |
| GEBURTSORT       | Spanien                                    |
| STERBEDATUM      | 1947                                       |
| STERBEORT        | Buenos Aires                               |